# هوارد روزنبرغ
هوارد روزنبرغ (بالإنجليزية: Howard Rosenberg)‏ هو صحفي أمريكي، ولد في 10 يونيو 1942 في كانساس سيتي في الولايات المتحدة.

## وصلات خارجية
- الموقع الرسمي
- هوارد روزنبرغ على موقع ميوزك برينز (الإنجليزية)